# حفار ساق الصفصاف

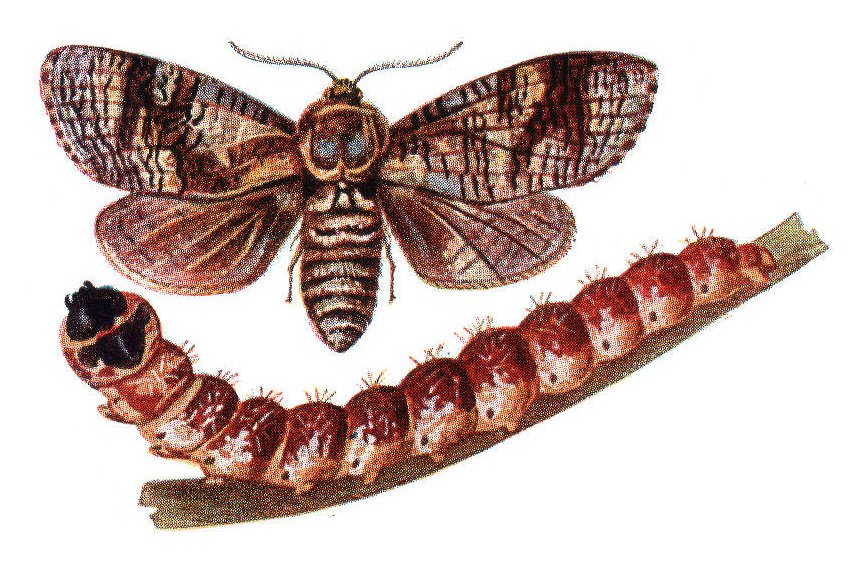
صورة حشرة حفار الصفصاف

قَتَع الساق أو حفَّار الساق أو حفار ساق الصفصاف أو قارضة الخشب (باللاتينية: Cossus cossus) هي حشرة تصيب سوق النبات من رتبة حرشفية الأجنحة.
تصيب هذه الحشرة أشجار التفاح والأجاص والكرز والخوخ والدراق والكرمة بالإضافة إلى أشجار الصفصاف وبعض الأشجار الحراجية وتعتبر ذات أهمية اقتصادية في المناطق التي تنتشر فيها زراعة الأشجار المذكورة.

## أشكال الحشرة
أ*- الحشرة الكاملة: فراشة ليلية بنية اللون غامقة. طولها يتراوح بين 7-8سم بين طرفي الجناحين. تتميز الأجنحة الأمامية بوجود خطوط صغيرة متعرجة وعرضية الجسم مغطى بأوبار كثيفة.
ب*-اليرقة : لونها أحمر غامق من الظهر وصفراء فاتحة من الجوانب رأسها أسود تتميز بطولها البالغ من 9-10 سم عند اكتمال نموها.

## وصف أعراض الإصابة
وجود أخاديد في عمق الخشب ذات مقطع بيضاوي تتجه هذه الأخاديد من قاعدة الساق إلى أعلى مع وجود براز اليرقة داخلها ممزوجاً بنشارة الخشب ذات اللون الأحمر والمتواجدة على الأرض تحت فتحات الأخاديد مباشرة.

## دورة حياة الحشرة
تظهر الفراشات في نهاية شهر حزيران ويستمر ظهورها حتى أواسط شهر آب وهي نشطة في طيرانها خلال الليل تتراوح وتضع الأنثى بيوضها على شكل مجموعات في شقوق الساق. تفقس البيوض وتدخل اليرقات الناتجة عنها منفردة أو مجتمعة إلى طبقة ماتحت القشرة للتغذي وتبقى هناك حتى الربيع القادم حيث تبدأ بالدخول في عمق الخشب ويكون طولها آنذاك بين 2-3 سم وتعيش في أخاديد هناك حتى الربيع الثاني لتعذر وتخرج حشرة كاملة.

## أضرار الحشرة
تشمل الأضرار الأخاديد الكبيرة المتعددة التي تحدثها اليرقات حتى اكتمال نموها في سوق الأشجار والأغصان الكبيرة وهي تفضل الأشجار التي أصابها ضعف نتيجة الإهمال أو قلة الإرواء فتزيدها ضعفاً وقد تسبب موت الشجرة بكاملها إذا ما ازداد عدد اليرقات في الساق الواحدة.

## المكافحة
نظراً للتشابه بين هذه الحشرة وسابقتها حفار ساق الأجاص تتبع في المعالجة التدابير الواردة لمكافحتها.